# Churchill (Oxfordshire)
Churchill is een civil parish in het bestuurlijke gebied West Oxfordshire, in het Engelse graafschap Oxfordshire met 665 inwoners.

## Geboren
- Warren Hastings (1732-1818), Engels koloniaal bestuurder en diplomaat in India
- William Smith (1769-1839), Engels ingenieur en geoloog